# Étoile sportive Arques Football
 (juillet 2017).
Si vous disposez d'ouvrages ou d'articles de référence ou si vous connaissez des sites web de qualité traitant du thème abordé ici, merci de compléter l'article en donnant les références utiles à sa vérifiabilité et en les liant à la section « Notes et références ».
L'Étoile sportive Arques Football (ou ES Arques) est un club omnisports français comprenant notamment une section football. 
Le club évolue en championnat régional de la Ligue du Nord-Pas-de-Calais de football, dans le district Côte d'Opale.

## Historique
Le club était en troisième division (équivalent du CFA désormais) dans les années 1980.